# طرق إعطاء الدواء
يقصد بمسارات وطرق إعطاء الدواء في علم الأدوية -وكذلك في علم السموم- بالمسارات والطرق التي من خلالها يُعطى الدواء أو السم إلى داخل الجسد، تختلف طرق الإعطاء بين الأدوية المختلفة بناء على خصائص الدواء كذائبيته ومدى تأينه، وكذلك تختلف لتناسب الأهداف العلاجية المرجوة كالحاجة إلى بداية سريعة للتأثير العلاجي أو الحاجة إلى إطالة مدة بقاء الدواء وتأثيره داخل الجسم أو لحصر العلاج في منطقة محددة.

## التقسيم
تقسم طرق ومسارات إعطاء الدواء بناء على موقع التأثير إلى طرق موضعية ذات منطقة تأثير محدودة وطرق جهازية يغطي تأثيرها كل الجسد، وتقسم الطرق الجهازية إلى نوعين مسارات الجهاز الهضمي والمسارات الحقنية.

### مسارات الجهاز الهضمي
تعد مسارات الجهاز الهضمي (بالإنجليزية:  Enteral routes)‏ أكثر طرق إعطاء الدواء استخداماً، وتتميز إجمالاً بسهولة استخدامها ورخص ثمنها وقلة مخاطرها مقارنة بالطرق الأخرى، ويمكن تعاطي الدواء باستخدام مسارات الجهاز الهضمي بعدة طرق منها:
- عبر الفم: تتعرض الأدوية التي تُعطى عبر الفم أثناء وجودها في الجهاز الهضمي لحموضة شديدة في المعدة ولتأثير الإنزيمات الهاضمة، وبعد امتصاصها وقبل وصولها للدورة الجهازية تمر هذه الأدوية بالكبد والذي يمارس دوراً مهماً في إزالة سميتها ومعالجتها، ولهذا فإن تعاطي الدواء عبر الفم يعد طريقاً آمناً نسبياً لتعاطي الأدوية مقارنة بالطرق الأخرى، أياً يكن كثير من الأدوية لا تُؤخذ ولا يمكن تعاطيها عبر الفم لأنها تتحلل في وسط المعدة الحامضي أو تُهضم بإنزيمات الهضم أو يُبطل مفعولها عند مرورها بالكبد وبالتالي لا تصل إلى الدورة الجهازية أو تصل منها كمية ضئيلة لا تكفي لتحقيق الأثر العلاجي المطلوب، أيضاً مما يميز هذا المسار أن السموم وجرعات الدواء الزائدة التي تُعطى عبر الفم يمكن منع امتصاصها وبالتالي تجنب تأثيرها الضار بإجراء عملية غسيل للمعدة أو تعاطي أي مادة تُعيق عملية الامتصاص في الأمعاء.
- تحت اللسان: وضع الدواء تحت اللسان أو بين الخد واللثة يسمح بانتشاره مباشرة إلى الشعيرات الدموية، مما يعطي تأثيراً سريعاً للدواء ويجنبه أثر التعرض لإفرازات المعدة والأمعاء وأثر المرور بالكبد.
- باستخدام أنابيب التغذية: أنابيب التغذية تستخدم لتغذية المرضى الذين لا يمكنهم تناول الغذاء عبر الفم أو يواجهون صعوبة أو خطورة في البلع، يتم إدخال أنبوب التغذية إلى المعدة أو الأمعاء عبر الأنف أو عبر شق في البطن.
- عبر المستقيم: إعطاء الدواء عبر المستقيم يجنبه التعرض لحموضة المعدة وإفرازات الأمعاء، إضافة إلى أن نصف شعيرات المستقيم الدموية لا تؤدي إلى الكبد وتصب مباشرة في الدورة الجهازية، إعطاء الدواء عبر المستقيم مفيد عندما يكون المريض غائباً عن الوعي أو يتقيأ باستمرار ما يأكله عبر الفم، ولكن يعاب على هذا الطريق ضعف الامتصاص للدواء، وعدم تقبله لدى المرضى البالغين، وتسببه بتهيج وتآكل النسيج المخاطي للمستقيم.

### المسارات الحقنية

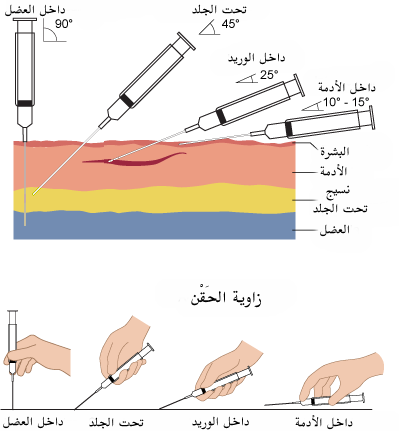
زوايا إدخال الإبرة في 4 أنواع لحقن الدواء: الحَقن داخل الأدمة، وداخل الوريد، وتحت الجلد، وداخل العضل.

في المسارات الحقنية (بالإنجليزية:  Parentral route)‏، يتم استخدام محقنة لحقن الدواء مباشرة إلى داخل الجسد، تُستخدم الحقن لإعطاء الأدوية التي لا تُمتص جيداً في الأمعاء أو الأدوية التي لا تتحمل بيئة القناة الهضمية، وفي حالات إعطاء العلاج لمرضى فاقدي الوعي أو الحاجة لبداية سريعة للتأثير العلاجي، أو الحاجة للحفاظ على تركيز محدد من الدواء داخل الجسد، ويُعاب عليها أن الأدوية التي تحقن لا يمكن استعادتها والتراجع عنها، كما أنها تسبب الألم والخوف للمرضى وتلحق الضرر بالأنسجة في موقع الحقن، ومن أبرز الأمثلة على المسارات الحقنية ما يلي:
- الحقن في الوريد: يعد الحقن في الوريد أكثر الطرق الحقنية استخداماً خاصة للأدوية التي لا يمكن تعاطيها عبر الفم، وللحقن في الوريد مزايا عدة، فهو يتيح إيصال الدواء مباشرة إلى الدورة الجهازية مما يضمن بداية سريعة للتأثير الدوائي، وضبط محكم لمستوى الدواء في بلازما الدم، ولكن يعاب عليه إمكانية تسبب الحقن لترسب مكونات الدم أو تحللها.
- الحقن في العضل: يتيح الحقن في العضل إمكانية إطالة التأثير العلاجي بسبب الانتشار البطيء للدواء من موقع الحقنة إلى الشعيرات الدموية المجاورة.
- الحقن تحت الجلد: يتميز الحقن تحت الجلد عن الحقن في الوريد بتقليل الحقن تحت الجلد مخاطر تحلل الدم أو تخثره، ولكنه يتيح تأثير علاجي أبطأ وأطول.